# 7532 Pelhřimov
7532 Pelhřimov là một tiểu hành tinh vành đai chính với chu kỳ quỹ đạo là 1555.8917146 ngày (4.26 năm).
Nó được phát hiện ngày 22 tháng 10 năm 1995 bởi Miloš Tichý ở Đài thiên văn Kleť. Nó được đặt theo tên the Czech town thuộc Pelhřimov, where the discoverer attended high school.